# Acidostoma obesum
Acidostoma obesum is een vlokreeftensoort uit de familie van de Acidostomatidae. De wetenschappelijke naam van de soort is voor het eerst geldig gepubliceerd in 1861 door Bate & Westwood.